# Prieuré Notre-Dame-de-Grâce de Ville l'Évêque
Le prieuré Notre-Dame-de-Grâce de Ville l'Évêque est un prieuré de bénédictines fondé le 12 avril 1613 à Ville l'Évêque et fermé à la Révolution française.

## Historique
Le prieuré est fondé le 12 avril 1613 par Catherine d'Orleans-Longueville (1564-1638) et Marguerite d'Orleans-Longueville (connu comme Mademoiselle d'Estouteville) (1566-1615), les sœurs de Henri d'Orléans-Longueville. Elles donnent deux maisons et un enclos dans le faubourg parisien de la Ville l'Évêque pour realiser le projet.
Le prieuré dépend de l’abbaye de Montmartre où Marie de Beauvilliers est abbesse. Elle nomme Marguerite de Vény d'Arbouze prioresse et elle y sert jusqu’à son rappel par Marie de Beauvilliers à l'abbaye de Montmartre le 12 novembre 1617.
Décimée par une épidémie, la communauté peine à se construire malgré les soins de Marguerite d’Arbouze. Très influente sur les sœurs du prieuré, elle prend vite des initiatives qui ne sont pas du goût de l’abbesse de Montmartre. En 1615, Marguerite d’Arbouze fait adopter au prieuré l’abstinence complète et les jeûnes de Règle. L’habit blanc qui était gardé sous le noir est quitté, de même que le sous-voile que Marguerite d’Arbouze trouve trop seyant. Encouragées par cet exemple, les religieuses de Montmartre font de même.  
En 1615, Suzanne Habert, veuve de Charles Du Jardin, lègue sa fortune aux bénédictines du prieuré. En contrepartie, elle y est admise comme oblate jusqu’à sa mort. Elle devient ainsi la bailleuse de fonds de cette fondation religieuse : si les lettres royaux et patentes ainsi que l’acte notarié sont aux noms des duchesses Catherine d'Orléans-Longueville et Marguerite d’Orléans-Estouteville, l’acte est signé chez elle, et c’est elle qui fournit des revenus au couvent.
Vers 1616, la nouvelle reine, Anne d’Autriche, visite le prieuré et se lie d’amitié avec Marguerite d’Arbouze.
Cette colonie ayant décidé de mener une vie plus sévère que celle de l'abbaye de Montmartre est réformée et finalement ces deux monastères se séparent en mai 1647. Dès lors les religieuses de La Ville-l'Evêque élisent elles-mêmes leur prieure. Ce couvent est fermé à la Révolution et ses bâtiments sont vendus en 1798.